# Нижегородец
Нижегородец — посёлок в Дальнеконстантиновском районе Нижегородской области. Является административным центром Нижегородского сельсовета.
В селе имеется памятник В. И. Ленину, общеобразовательная школа, детский сад, больница, почта, церковь и многое другое.

## История
Раньше входил в состав села Борисово-Покровское, в 1937 году стал отдельным населенным пунктом.

## География
Находится приблизительно в 30 км к югу от Нижнего Новгорода, рядом с автодорогой Р158 (Нижний Новгород — Саратов). Ближайшие населенные пункты: Борисово-Покровское, Криуша, Новая Владимировка, Кремёнки, Бугры, Каменки.

## Население
| 2002 | 2010  |
| ---- | ----- |
| 1681 | ↘1676 |